# Thomas Wolsey
Thomas Wolsey (Ipswich, 1471 - Leicester Abbey, 29 november 1530) was een Engels staatsman en een kardinaal van de Rooms-Katholieke Kerk.

## Vroege leven
Wolsey was de zoon van Robert Wolsey en Joan Daundy uit Ipswich. Hoewel bronnen vermelden dat Wolseys vader slager, herbergier en veehandelaar was, wordt het waarschijnlijker geacht dat hij een vooraanstaand en rijk lakenkoopman was, die de dood vond bij de Slag bij Bosworth in 1485. Het "slager"-verhaal zou bedoeld geweest zijn om het aanzien van Thomas Wolsey te bevestigen en zijn klim op de maatschappelijke ladder te bevestigen.
Na zijn schooltijd in Ipswich ging Wolsey naar de Magdalen College School in Oxford, waarna hij theologie ging studeren. Hoewel eensluidende bronnen erover ontbreken, behaalde Wolsey in 1488 als jongste van zijn lichting zijn bachelor, en in 1491 zijn master.
Op 10 maart 1498 werd hij tot priester gewijd in de St.-Petruskerk in Marlborough. In 1500 werd hem het rectoraat (met de daarbij behorende pastorie) aangeboden in Limington door de markies van Dorset, Thomas Grey, van wie drie zonen leerling waren van Wolsey. In die tijd was het gebruikelijk, dat geestelijken diverse kerkelijke ambten vervulden, zonder ook actief betrokken te zijn. Voor deze ambten werden gelden beschikbaar gesteld aan de benoemde clerus. Het is dan ook onwaarschijnlijk, dat Wolsey ooit het rectoraat van Limington op zich genomen heeft, omdat hij rond 1500-1501 rector was aan de Magdalen College School en deken theologie.
In 1502 vertrok hij uit Oxford en werd hij kapelaan bij Henry Dean, aartsbisschop van Canterbury. Deze overleed al in 1503, waarna Wolsey werd opgenomen in de hofhouding van Richard Nanfan, gouverneur van Calais. Deze nam Wolsey in dienst voor het beheer van zijn bezittingen, maar, belangrijker nog, introduceerde Wolsey aan het hof van koning Hendrik VII van Engeland.

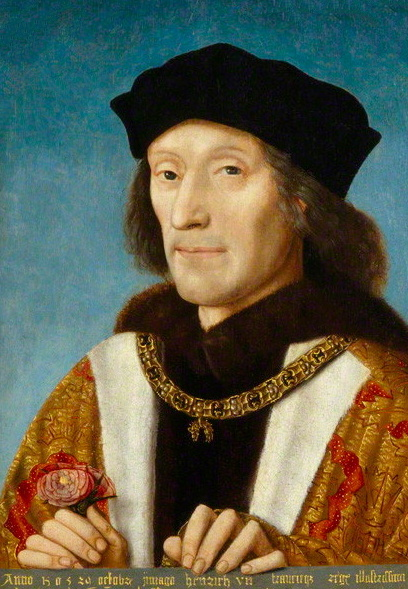
Hendrik VII

Na het overlijden van Nanfan trad Wolsey in dienst bij Hendrik VII. Door de politiek van de koning van het verminderen van de macht van de adel ten gunste van personen van mindere komaf kon Wolsey aan het hof een belangrijke functie bekleden; hem werden administratief-bestuurlijke en diplomatieke taken toebedeeld, waaronder reizen naar koning Jacobus IV van Schotland (1508) en de Nederlanden, waarbij o.a. een huwelijk van Hendriks dochter Maria met keizer Karel V werd overeengekomen.
Na zijn benoeming tot koninklijk kapelaan werd Wolsey secretaris van Richard Foxe, bisschop van Winchester die gold als een van de invloedrijkste en rijkste geestelijken binnen Engeland. Dankzij Foxe, die in Wolsey de gedrevenheid herkende, werd hij op 2 februari 1509 aangesteld als deken van Lincoln.
Ook na de dood van Hendrik VII en de troonsbestijging van zijn zoon Hendrik VIII wist Thomas zijn positie aan het hof te handhaven. Na zijn benoeming tot koninklijk aalmoezenier, waardoor hij lid werd van de adviesraad voor de kroon, de Privy Council, groeide zijn macht snel, omdat de nieuwe vorst meer de voorkeur gaf aan de jacht (op dieren en vrouwen) dan zich te wijden aan politieke zaken.

## Periode onder Hendrik VIII

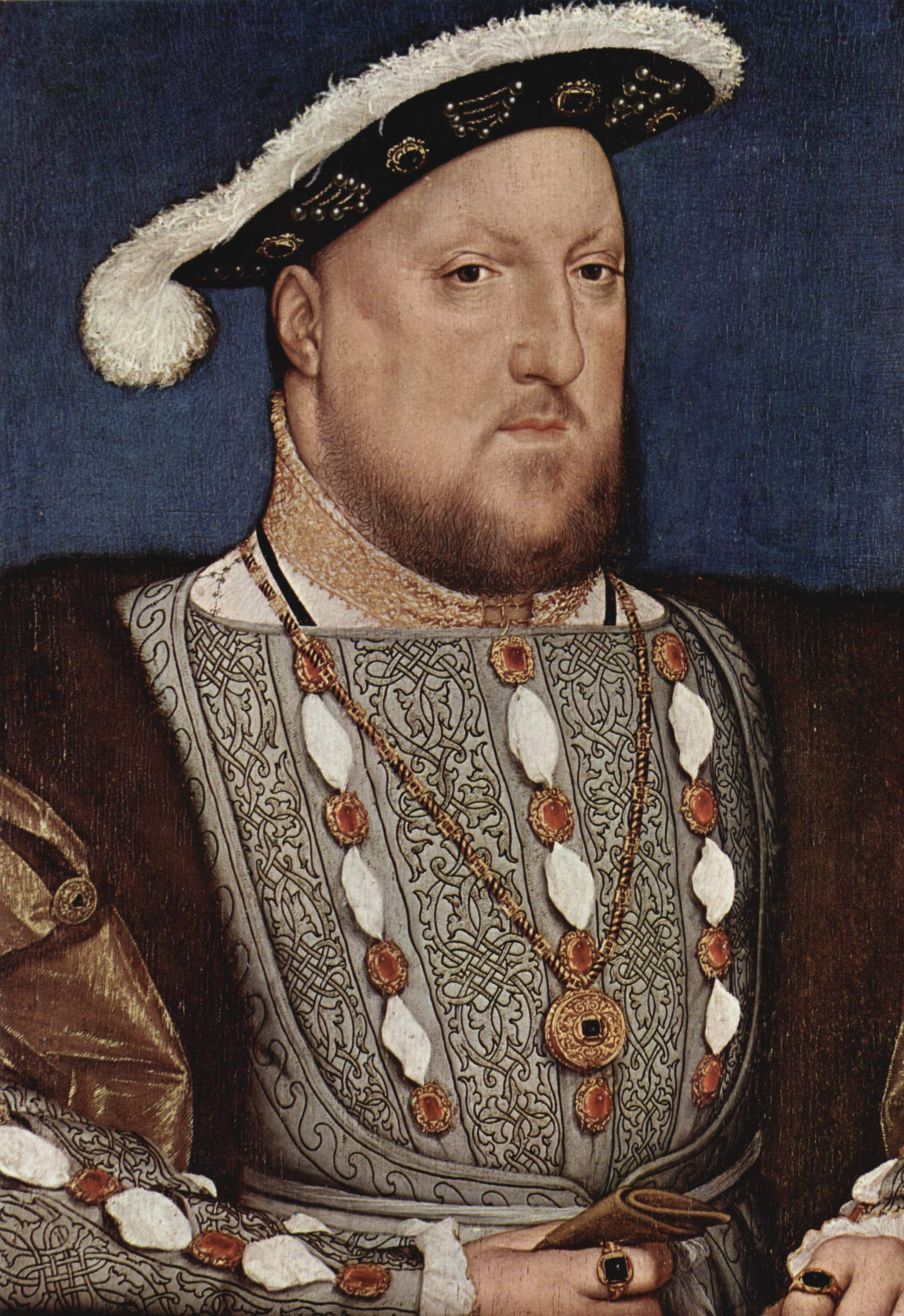
Hendrik VIII

Aan het begin van de 16e eeuw waren er twee Europese grootmachten: Het Heilige Roomse Rijk en het Koninkrijk Frankrijk. Engeland en Spanje waren landen in opkomst, waarbij laatstgenoemde een grote stap voorwaarts zette bij de samenvoeging van Spanje met het Heilige Roomse Rijk en de Nederlanden onder de nieuwe vorst Karel V.
Om zich op internationaal niveau te profileren werd het voor Engeland noodzakelijk zich te mengen in internationale affaires; een goede gelegenheid deed zich in 1511 voor. Hendrik wilde deelnemen aan de Oorlog van de Liga van Kamerijk en wist Wolsey, die aanvankelijk tegen een oorlog met Frankrijk was, voor zich te winnen om zijn zaak te bepleiten bij de Privy Council. Met Ferdinand II van Aragon, Hendriks schoonvader, werd een verdrag gesloten, het Verdrag van Westminster. Er werd besloten om in 1512 op te trekken tegen Frankrijk. Dit liep uit op een mislukking, mede doordat Ferdinand geen betrouwbare bondgenoot bleek.
Op aandrang van Wolsey en Hendriks vrouw Catharina van Aragon werd de koning opgeroepen een tweede campagne tegen de Fransen te voeren, maar nu onder leiding van de koning zelf. In 1513 vertrokken de Engelse legers naar Frankrijk. Deze onderneming werd door de andere bondgenoten met argusogen bekeken; het feit dat Hendrik zelf op Franse bodem aanwezig was verontrustte hen zeer, omdat bekend was dat Hendrik meermalen had aangegeven aanspraak te willen maken op de Franse troon. Hierop besloten Maximiliaan en Ferdinand in het geheim een verdrag aan te gaan met de Franse koning Lodewijk XII, waarin overeengekomen werd dat – om Hendrik zo snel mogelijk uit Frankrijk te krijgen – de Fransen enkele steden zouden offeren aan de Engelsen.
Wolsey, die onbekend was met het geheime verdrag, adviseerde Hendrik de inname van Boulogne om zo Calais, het enige Engelse bolwerk op het Europese vasteland, beter te verdedigen. Verder werd het advies gevolgd van bondgenoot Maximiliaan om de stad Doornik te veroveren. Op 16 augustus 1513 volgde de Slag bij Guinegate (1513), die de geschiedenis in zou gaan als de Slag van de Sporen (Battle of the Spurs), omdat tijdens deze slag de Engelse legers alleen de sporen zagen van de wegvluchtende Franse legers.
Wolsey had via de koningin vernomen dat ook op het thuisfront een oorlogssituatie was ontstaan aan de Schotse grens. Jacobus IV, bondgenoot van de Fransen, was met zijn legers Engeland binnengevallen. Bij de Slag bij Flodden Field vond een bloedige confrontatie plaats, waarbij ongeveer 10.000 Schotten het leven verloren, waaronder ook koning Jacobus IV.
Tegen de winter keerde Hendrik terug naar Engeland, zich voornemende om 1514 terug te keren en het huwelijk van Karel met Hendriks zuster door te zetten. Door de dood van paus Julius II was echter een einde gekomen aan het bondgenootschap.
Hendrik begon echter in te zien dat hij door zijn bondgenoten misleid was, iets wat hij ook zijn vrouw Catharina kwalijk nam, die hem overtuigd had een alliantie aan te gaan met zijn schoonvader. Tevens werd het voorgenomen huwelijk van Karel door de Staten van Vlaanderen niet geaccepteerd, waardoor het niet zou plaatsvinden. Wolsey speelde hierop in, waarmee hij voor iedereen bevestigde wie de ware man achter de troon was. In 1514 stelde Wolsey een verdrag op met de Franse koning Lodewijk XII, waarin een tijdelijke vrede geregeld werd, Hendriks zuster uitgehuwelijkt zou worden aan de Franse koning, Doornik in Engelse handen bleef en Frankrijk schadevergoedingen zou betalen.
Wolseys macht leek niet te stuiten. Gevestigde adviseurs van de koning, waaronder de bisschop van Winchester en de aartsbisschop van Canterbury boetten danig aan macht in, wat de aartsbisschop van Canterbury deed besluiten om in 1515 zijn ambt van Lord Chancellor neer te leggen. Hij werd opgevolgd door Thomas Wolsey. Maar ook binnen de kerk groeide zijn macht. In 1514 volgde benoemingen tot bisschop van Lincoln en aartsbisschop van York, gevolgd door de benoeming tot kardinaal door paus Leo X.
Vanaf 1515 vonden er in Europa diverse machtswisselingen plaats, die de invloed van Engeland bedreigden. Na een huwelijk van 3 maanden stierf de echtgenoot van Hendriks zuster Maria, Lodewijk XII in 1515. Door toedoen van de nieuwe koning, Frans I, trouwde Maria met de hertog van Suffolk, Charles Brandon, wat tegen de zin was van Hendrik VIII, die in Maria een ideale kandidate zag om uit te huwelijken (overigens was bepaald in het huwelijksverdrag tussen Maria en Lodewijk XII, dat mocht de Franse koning voortijdig sterven zij de partner van haar keuze mocht kiezen). Door bemiddeling van Wolsey werd voorkomen, dat Hendrik maatregelen nam tegen het huwelijk van zijn zuster.
In 1516 overleed Ferdinand van Aragon, die opgevolgd werd door Karel V. Deze liet meteen een vredesvoorstel uitvaardigen richting Frankrijk.
In 1517 riep paus Leo X de hulp in van de Europese mogendheden in de strijd tegen het Ottomaanse Rijk. Nadat Wolsey in 1518 door de paus tot legatus a latere was benoemd, wat hem de onvoorwaardelijke macht gaf over de Engelse kerk, was hij de initiatiefnemer tot een verdrag (het Verdrag van Londen), waarbij de Europese landen (Frankrijk, Engeland, Spanje, Heilige Roomse Rijk, pauselijke gebieden, en de Nederlanden) overeenkwamen elkaar niet aan te vallen, maar elkaar te steunen, indien een van hen aangevallen zou worden. De essentie van het verdrag was de vrede tussen christelijke landen en gericht tegen de niet-christenen. Het verdrag werd gezien als een succes van Engelse kant, hoewel het een kort leven beschoren was.
Toen in 1519 namelijk Maximiliaan overleed en de keizerstitel vacant werd, had naast Karel V ook Frans I van Frankrijk zich kandidaat gesteld voor de titel. Door middel van omkopingen had hij geprobeerd de keurvorsten aan Franse kant te krijgen, wat mislukte; Karel V werd gekozen. Frans I beschouwde dit als inbreuk op het in het Verdrag van Londen bepaalde: een aanval op Frankrijk. Hierdoor werd de positie van Engeland belangrijk, doordat zowel Frankrijk als het Habsburgse Rijk steun zochten bij de Engelsen.

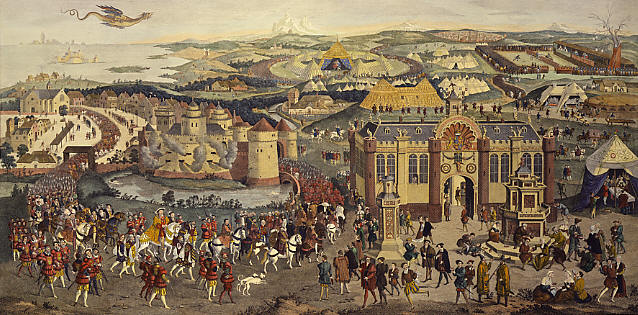
Field of the Cloth of Gold

Op initiatief van Wolsey werd in 1520 een grote bijeenkomst georganiseerd tussen Frans I en Hendrik. Deze ging de geschiedenis in als de Field of the Cloth of Gold en was bedoeld om de onderlinge samenwerking te bevestigen, maar vooral om elkaar in grandeur te overtroeven. Tegelijkertijd was Wolsey echter al onderhandelingen begonnen met Karel V, vooral omdat de economische voordelen voor Engeland belangrijker waren (de lakenhandel met Vlaanderen). Al een maand na de Field of the Cloth of the Gold werd door Hendrik een banket georganiseerd ter ere van Karel V, dit tot grote woede van Frans I. Besloten werd dat Engeland en Habsburg de komende twee jaar geen allianties zouden aangaan met Frankrijk. Hierop nam Wolsey het initiatief tot het verbreken van de verloving van Hendriks dochter met de Franse kroonprins, waarbij Karel V voorstelde haar te trouwen.
Toch werd de relatie tussen Wolsey en Karel V enigszins verstoord. Toen in 1521 paus Leo X overleed, ging Wolsey ervan uit, dat zijn naam door de keizer zou worden voorgedragen als nieuwe paus. Karel koos echter voor zijn oude leermeester, Adrianus.
In 1522 kwam Karel naar Engeland voor de verlovingsceremonie, en drie dagen later verklaarde Engeland de oorlog aan Frankrijk. Het verzoek aan het Engelse parlement voor een bijdrage van £800,000 om de oorlog te bekostigen werd echter resoluut afgewezen. Hierdoor werd Hendrik gedwongen te wachten, wat tot irritatie leidde bij Karel V. De spanningen tussen Engeland en Karel liepen nog verder op, toen in 1523 bij de dood van paus Adrianus Thomas Wolsey opnieuw gepasseerd werd.
Bij de Slag bij Pavia in 1525 werd de Franse koning Frans I gearresteerd, wat voor Hendrik aanleiding werd om zijn aanspraak op de Franse troon te doen gelden. Opnieuw werd hij daarin tegengewerkt door het parlement. Wolsey nam daarop het initiatief tot de Amicable Grant, een vorm van belastingen, die werd opgelegd, zonder toestemming van het parlement, maar leidde tot groot verzet. Hendrik werd gedwongen in te grijpen en de belastingen te laten vervallen. Het werd het begin van de val van Thomas Wolsey.

## Val van Wolsey
Hendriks huwelijk met Catharina van Aragon had geen mannelijke troonopvolger opgeleverd. Hendrik wilde daarom onder het huwelijk uit en had zijn oog al laten vallen op Anna Boleyn, een hofdame uit het gevolg van Catharina. Als argumenten voor het nietigverklaren van zijn eerste huwelijk voerde Hendrik verschillende redenen aan:
1. Door het huwelijk met Catharina, die al getrouwd was geweest met Hendriks oudere broer Arthur, was een incestueuze relatie ontstaan, waardoor een vloek heerste op zijn huwelijk en waardoor er geen mannelijke opvolgers waren geboren. De paus had destijds nooit toestemming voor het huwelijk mogen verlenen.
2. Bij de goedkeuring van het huwelijk was bepaald dat Catharina nog steeds maagd was. Dit werd nu door Hendrik aangevochten.

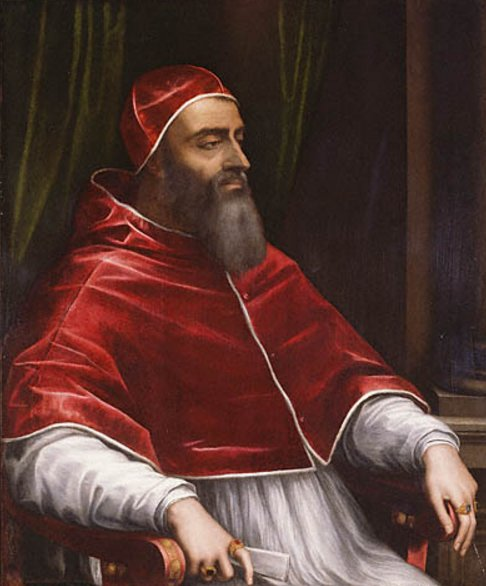
Paus Clemens VII

Door Wolseys hoge positie binnen de kerk, legaat namens de paus in Engeland, werd hem gevraagd de zaak voor te leggen bij de paus, nadat tijdens een kerkelijke hoorzitting in Engeland al besloten was dat het aan de paus was hierover te beschikken. Om de koning ter wille te zijn stelde Wolsey voor steun te verkrijgen van Frans I. Een zinloze onderneming, temeer daar in diezelfde periode paus Clemens VII een gevangene was van Karel V, die een fel tegenstander was van de vernietiging van zijn tantes huwelijk. Toen de paus aan de vertegenwoordigers van Wolsey meedeelde dat hij het huwelijk niet zou laten ontbinden, schreef Wolsey een brief aan de paus in een ultieme poging hem op andere gedachten te brengen. Ook dit mislukte jammerlijk.
In 1528 volgde de laatste poging, Namens de paus werd kardinaal Lorenzo Campeggio naar Engeland gestuurd om de zaak samen met Wolsey aan te horen, maar een besluitvorming zou blijven in de handen van de paus. Onder druk van Hendrik en Anna Boleyn werden beide heren gedwongen snel te handelen, maar in juni 1529 werd de onderneming gestaakt en werd het verbod op ontbinding van het huwelijk definitief.

## Binnenlands bestuur
Omdat de focus van Hendrik VIII vooral lag op het buitenlandse beleid, vertrouwde hij wat binnenlandse aangelegenheden betrof volledig op zijn lord chancellor, Thomas Wolsey. Wolsey had grootse plannen voor hervormingen die al dan niet met succes werden uitgevoerd.

### Belastingen
Onder Wolsey werd een begin gemaakt met de vorm van belasting die we nu kennen als loonbelasting. In plaats van een vast bedrag per persoon werd een heffing bepaald (een shilling per pound) over iemands rijkdom. Hierdoor werd de belastingdruk voor de lagere inkomens aanzienlijk verlaagd. Samen met de "vrijwillige" giften en opgelegde donaties voor de adel slaagde Wolsey erin gelden bijeen te krijgen voor de buitenlandse campagnes van de koning.

### Justitie

Court of Chancery

Voor de verbetering van de rechtspraak in Engeland en om de rechtspraak eerlijker en toegankelijker te maken werden naast de lokale rechtbanken hogere rechtbanken heringevoerd (de Star Chamber en de Court of Chancery), alsmede een rechtbank voor de armen (Court of Requests), waarvoor niet betaald hoefde te worden.
Een van de zaken waarvoor Wolsey zich inzette was de controverse over de zogenaamde enclosures. Veel bezitters (adel en geestelijken) hadden deze enclosures van landbouwgronden in weilanden omgezet, met als belangrijkste reden om mankracht te besparen. Hierdoor ging echter kostbare landbouwgrond verloren, wat leidde tot voedseltekorten en tot sociale onrust. Vele landeigenaren werden op initiatief van Wolsey vervolgd met het doel om de enclosures af te schaffen. Uiteindelijk zou hij daarin niet slagen, omdat de weerstand van de grondbezitters te groot was en een bedreiging dreigde te worden voor de invloed van Wolsey.
Een andere maatregel die Wolsey met behulp van de Star Chamber doorvoerde was de invoering van de Just Price (Engels: eerlijke prijs), waarbij de vleesprijzen werden gereguleerd. Eenieder die zich hier niet aan hield werd door de rechtbank vervolgd.

### Kerk
Als pauselijk legaat van Engeland probeerde Wolsey ook verschillende hervormingen binnen de kerk in Engeland door te voeren. Zo liet hij diverse kloosters opheffen, waarvan bekend was dat corruptie aan de orde van de dag was. Het geld dat hij hieruit verkreeg werd aangewend tot meerdere glorie van hemzelf. Zo liet hij een gymnasium in Ipswich stichten. Binnen de Engelse kerk ondervond hij echter grote weerstand, met name van de kardinaal van Canterbury.

### Bouwmeester
Een van Wolseys liefhebberijen was de verbetering en verfraaiing van het Hampton Court Palace. Nadat hij het paleis in 1514 verkregen had liet hij het paleis in Tudorgotiek verbouwen. Bij de val van Wolsey kwam het paleis in handen van de koning.

## Privéleven
Wolsey had bij zijn maîtresse Joan Larke twee kinderen, Thomas en Dorothy.

## Laatste levensjaren
In oktober 1529 werden alle bestuurlijke functies en bezittingen van Wolsey afgenomen. Hierop besloot Wolsey zich terug te trekken in zijn aartsbisdom York. In een poging om zich te verzoenen met de koning vroeg Wolsey om genade, die hem verleend werd, dit geheel tegen de zin in van Anna Boleyn. In een poging om voorgoed verlost te worden van Wolsey wist zij via een valse beschuldiging de koning zover te krijgen Wolsey te beschuldigen van hoogverraad. Op zijn terugkeer van York naar Londen om daar berecht te worden, werd Wolsey ziek en stierf kort daarop in Leicester Abbey, waar hij ook begraven werd.

## Kerkelijke carrière

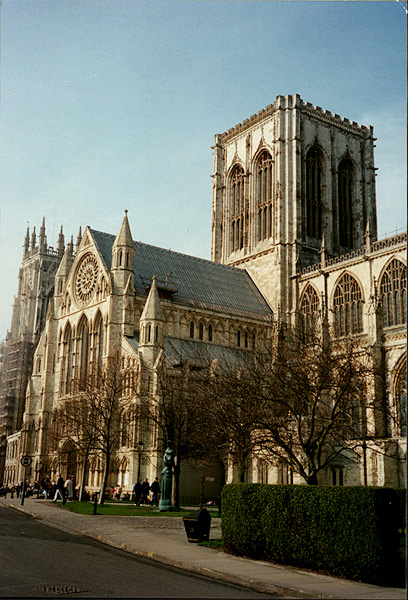
Kathedraal van York

| 1498: | Priesterwijding in Marlborough                                       |
| 1500: | Rector van Limington                                                 |
| 1502: | Kapelaan van aartsbisschop van Canterbury                            |
| 1507: | Kapelaan van Hendrik VII                                             |
| 1509: | Deken van Lincoln                                                    |
|       | Aalmoezenier van Hendrik VIII                                        |
| 1511: | Kanunnik van Windsor                                                 |
| 1512: | Deken van Hereford                                                   |
| 1513: | Deken van York                                                       |
|       | Deken van St.-Stephen’s, Londen                                      |
| 1514: | Bisschop van Doornik (nooit opgenomen)                               |
|       | Bisschop van Lincoln                                                 |
|       | Aartsbisschop van York                                               |
| 1515: | Benoeming tot kardinaal                                              |
| 1518: | Pauselijk legaat in Engeland                                         |
|       | Bisschop Bath en Wells                                               |
| 1523: | Afstand bisschop Bath en Wells                                       |
|       | Prins-bisschop van Durham                                            |
| 1529: | Verlies van alle titels, met uitzondering van aartsbisschop van York |

## Trivia
Het textielbedrijf Wolsey, gevestigd in Leicester, ontleende zijn naam aan de kardinaal.